# 黄海细指海葵
黄海细指海葵（学名：Metridium huanghaiensis）为细指海葵科细指海葵属的动物。在中国，分布于黄海等海域，主要附着在死的螺壳上。该物种的模式产地在黄海。